# Santa Rita Airport
Santa Rita Airport är en flygplats i Bolivia.   Den ligger i departementet Beni, i den norra delen av landet, 600 km norr om huvudstaden Sucre. Santa Rita Airport ligger 160 meter över havet.
Terrängen runt Santa Rita Airport är mycket platt. Trakten runt Santa Rita Airport är nära nog obefolkad, med mindre än två invånare per kvadratkilometer..
Omgivningarna runt Santa Rita Airport är huvudsakligen savann.